# طوبائية
طُوبَاوِيَّةٌ، وهي كلمة عربية أصلها من طوب، ( مَنْسُوبٌ إِلَى طُوبَى )، ومعنى رَجُلٌ طُوبَاوِيٌّ : مَنْ يُحَلِّقُ بَعِيداً وَيُنْشِئُ مُثُلاً وَيَسْعَى إِلَى تَحْقِيقِهَا وَهِيَ بَعِيدَةٍ عَنِ الوَاقِعِ.
وفي المصطلح الاقتصادي تعني طوبائية: (الاشْتِرَاكِيَّةُ الَّتِي تَحْلُمُ بِمُجْتَمَعٍ خَالٍ مِنَ الصِّرَاعِ وَتَسْعَى إلى تَحْقيقِ مُثُلٍ عُلْيا بَعِيدَةٍ عَنِ الوَاقِعِ). وهي نزعة في الحكم لحياة مثالية خالية من العيوب. 
يقابلها مصطلح اليوتوبيا أو المجتمع المثالي الذي يتطلب تغييرا جذريا للمجتمعات البشرية والخروج عن الأيديولوجيا التي تولد المشكلات الاجتماعية.
وكلمة طوبيا: في علم الفلسفة والتصوُّف تعني كل فكرة أو نظرية تسعى إلى المثل الأعلى ولا تتصل بالواقع أو لا يمكن تحقيقها.
وكلمة طوبى أصلها جمع طيبة، وهي الغبطة والسعادة، وخيرٌ دائم وهي من الطِّيب، ووردت في القرآن في سورة الرعد الآية 29: (الَّذِينَ آمَنُوا وَعَمِلُوا الصِّالِحَاتِ طُوبَى لَهُمْ وَحُسْنُ مَآبٍ).
وفي اللغة العربية: طوبى لك، بمعنى لك الخير والسعادة.
وفي معجم المصطلحات الفقهية: كلمة طوبى تعني السعادة، وهي اسم شجرة في الجنة يسير الراكب في ظلها مائة عام.